# Ка-226
Ка-226 — російський багатоцільовий вертоліт, розроблений у ДКБ Камова. Є модернізацією вертольота Ка-26. Серійно виробляється на АТ «Камов» (Ухтомський вертолітний завод) та на авіаційному заводі у Кумертау. Всього побудовано 69 вертольотів, експлуатується у 2 країнах світу.
Призначений для перевезення 6 пасажирів або 1350 кг вантажів (в тому числі й на зовнішній підвісці).

## Історія створення
Передумовою до створення Ка-226 стало те, що такі вертольоти, як Мі-2 та Ка-26 через повне відпрацювання ресурсу до 2002 року знімалися з експлуатації, до того ж серійно вже давно не випускалися, а на легкий вертоліт такого типу припадало близько 80 % перевезень вантажів і пасажирів, які виконуються гелікоптерами. В результаті маркетингових досліджень було виявлено високий попит на легкий дводвигунний вертоліт в кількості 500-600 штук.
Конструкторське бюро «Камов» ще в 1990 почало розробку Ка-226, за основу взяли глибоку модифікацію Ка-26 і Ка-126. Завдання для нової машини ставилися такі ж, як і попередникам, але додатково в пріоритеті була можливість застосовувати вертоліт в роботах, що вимагають обов'язкової наявності двох двигунів для гарантії безпеки польотів.
У 1996 році відбувся захист ескізного проєкту і макету машини, а перший вертоліт зібрали до 1997 року. Головними замовниками нового вертольота виступили МНС РФ, РАО «Газпром» і мерія міста Москви (РФ).
Розрахунковий ресурс становить 18 000 льотних годин, а календарний термін служби - 25 років.

## Конструкція
При конструюванні Ка-226 були збережено більшість конструктивно-компонувальних рішень попередника Ка-26. Зміни, в основному, полягали в установці двох сучасних газотурбінних двигунів, нових несучих гвинтів з напівтвердим торсійним кріпленням лопатей і розміщенні нового обладнання.
Фюзеляж вертольота складається з кабіни пілота, центрального відсіку, двох хвостових балок та оперення, що включає в себе нерухомий стабілізатор з двома рознесеними кілями з кермом напрямку. При створенні фюзеляжу застосовувалися елементи з алюмінієвих сплавів і стільникові панелі зі склопластику. Також зі склопластику зроблені хвостові балки, оперення і панелі транспортної кабіни.
Кабіна пілота принципово не відрізняється від кабін попередників, було встановлено більш сучасне обладнання, що забезпечує комфортне керування машиною в будь-яких умовах. Ліхтар кабіни має велику площу скління, що забезпечує гарний огляд.
Чотирьохстійкове шасі залишилося ззовні незмінним у порівнянні з Ка-26, але в конструкцію були внесені деякі зміни, для полегшення і зміцнення його елементів. Була збільшена енергоємність амортизаційних стійок, а також виключені демпфери бічних переміщень.
Силова установка вертольота розміщується над центральним силовим відсіком, в її склад входить редуктор ВР-126 і два турбогвинтові двигуни модульної конструкції «Аллісон». Місткість чотирьох паливних баків становить 770 літрів. Тривалість польоту з основними баками триває близько 4,34 години, а з додатковими — до 6,45 години. Ресурс двигуна становить близько 3500 годин.
Ка-226 має повну аеродинамічну симетрію і виключно простий в пілотуванні, внаслідок відсутності кермового гвинта вертоліт здатний безпечно маневрувати поблизу перешкод і має невисоку чутливість до сили та напряму вітру. Плаский розворот машина здатна виконувати як під час зависання, так і в горизонтальному польоті, при цьому висота польоту залишається незмінною. Розвороти вправо і вліво Ка-226 також робить без зміни висоти, що недоступно вертольотам з кермовим гвинтом. Дані здібності маневрування співвісного вертольота особливо важливі при виконанні, наприклад, рятувальних робіт при підвищених температурах повітря, на великих барометричних висотах в горах, в умовах, коли відсутні надлишки потужності силової установки.

## Виробництво
Виробляється на Кумертаускому авіаційному виробничому підприємстві (КумАПП).
- в грудні 2015 року був підписаний контракт на постачання 200 Ка-226Т для збройних сил Індії. Угода передбачала створення в Індії спільного підприємства за участю холдингів «Ростех» («Рособоронекспорту» і «Вертольотів Росії») і індійської корпорації Hindustan Aeronautics Limited (HAL). Згідно з умовами контракту, Росія повинна була поставити 40 вертольотів, а решта 160 одиниць мали бути зібрані в Індії. Але цей контракт так і не був реалізований.

## Експлуатанти

### Цивільні
Росія:
- Газпром авіа — 2 Ka-226
- Оренбурзька обласна клінічна лікарня — 2 Ка-226
- Авіація ФСБ РФ — 4 Ka-226
- Авіація Росгвардії — 6 Ka-226
- Авіація МНС РФ — 8 Ка-226Т
- Авіація ГУВС Москви — 2 Ka-226
- ГУВС Воронезької області — 1 Ka-226

### Військові
Росія:
- ВПС Росії — 19 Ка-226, станом на 2018 рік.

 Україна:
- Авіація ВМС України — 1 Ка-226, станом на 2019 рік

## Модифікації

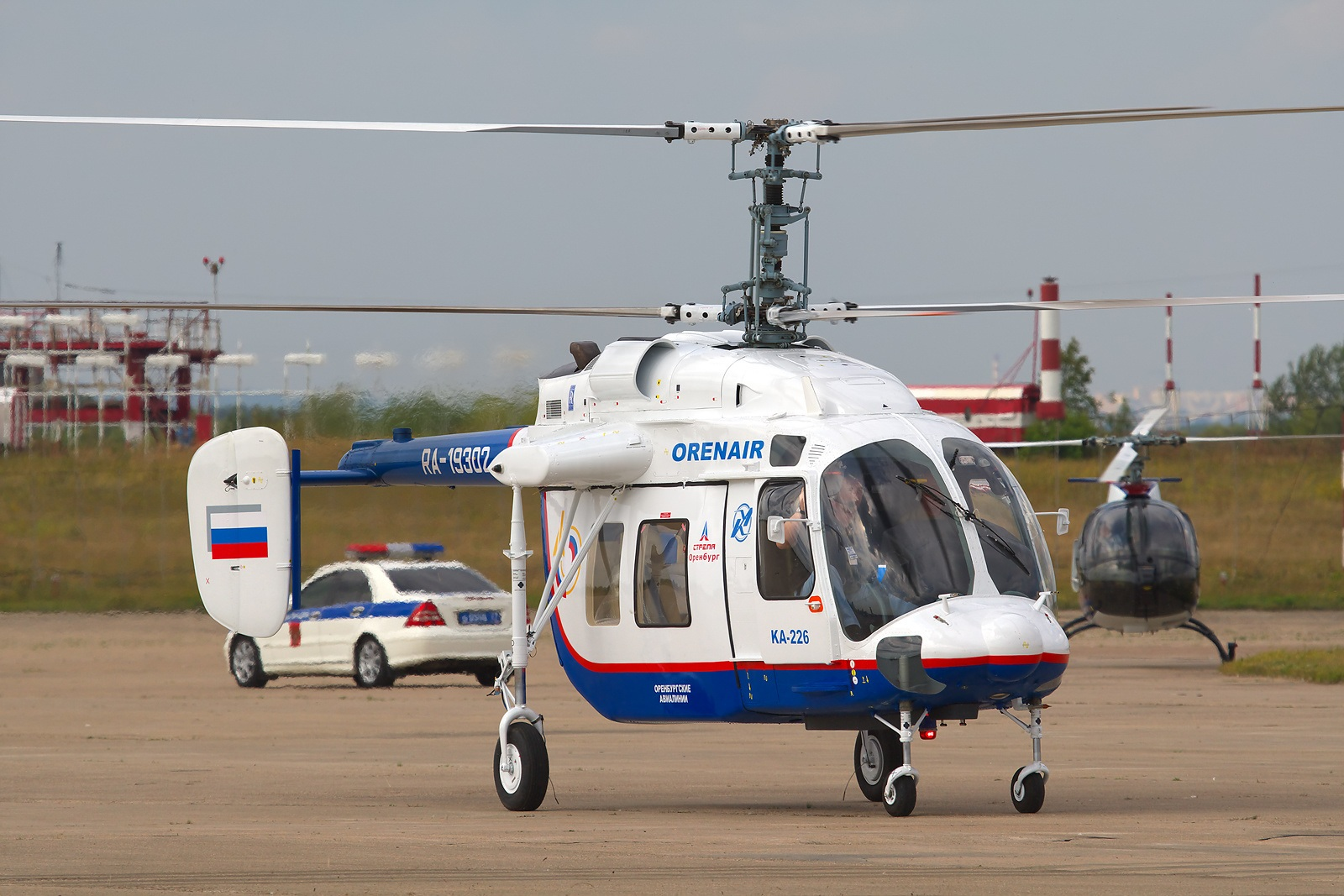
Базова версія Ка-226
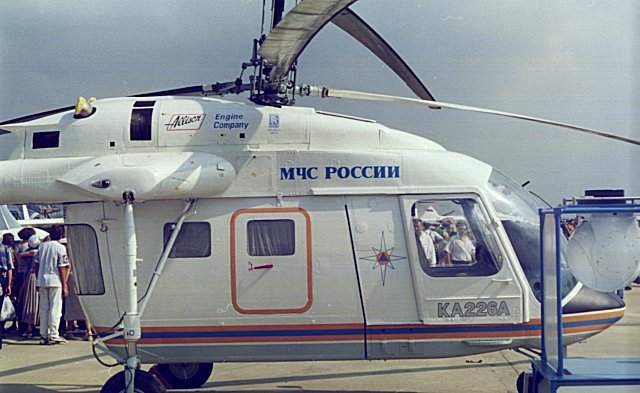
Вертоліт Ка-226А
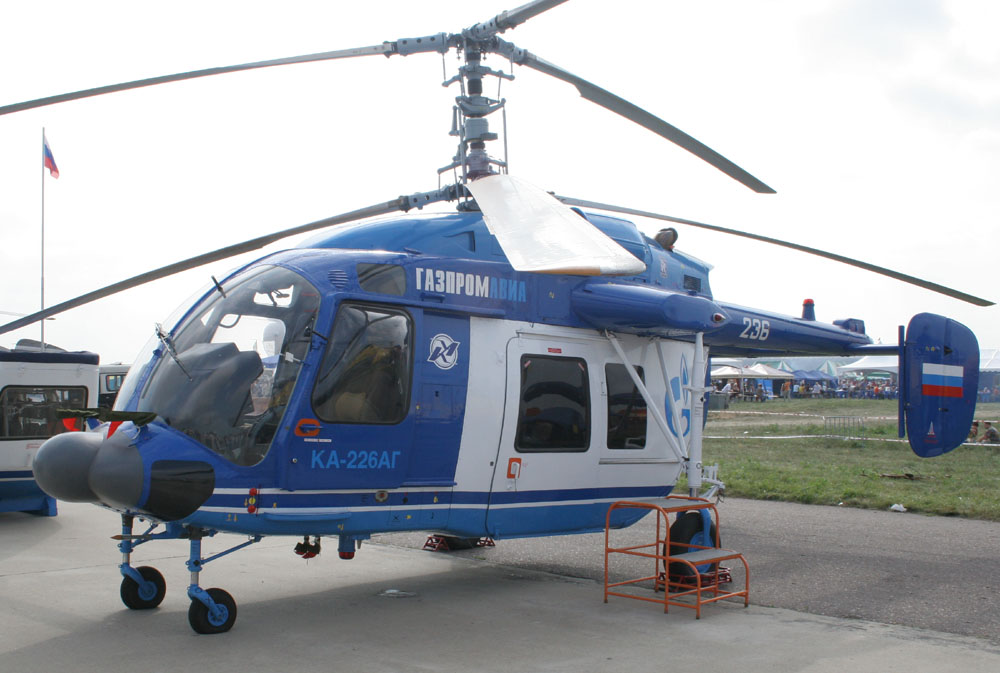
Вертоліт Ка-226АГ
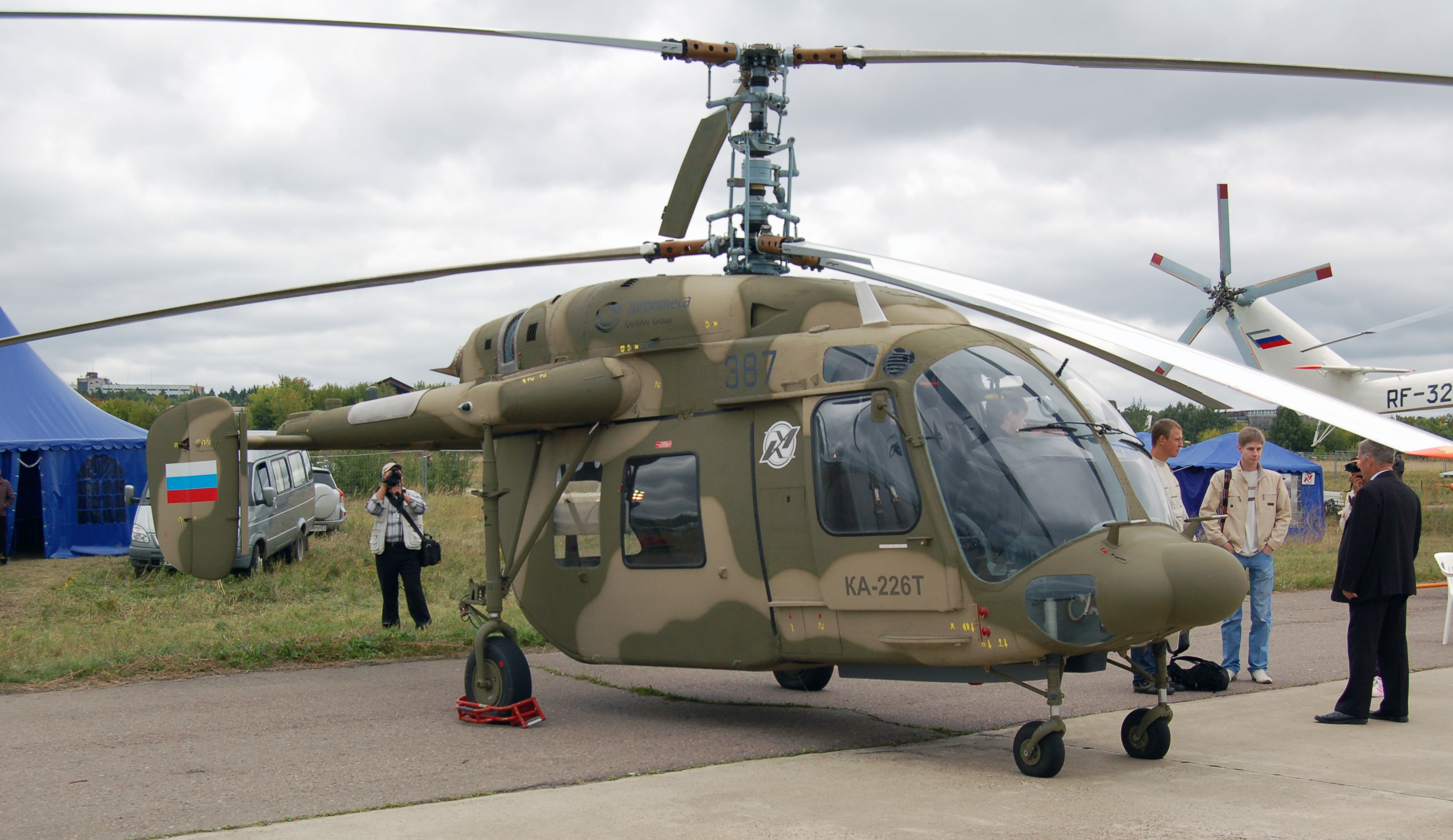
Дослідний вертоліт Ка-226Т

## Тактико-технічні характеристики
- Екіпаж: 1-2
- Пасажирів: 4-7 (в залежності від встановленого модуля)
- Розміри:
  - Діаметр несучого гвинта: 13,00 м
  - Довжина фюзеляжу: 8,10 м
  - Висота с гвинтами, що крутяться: 4,15 м
- Маса:
- Норм. злітна: 3100 кг
- Макс. злітна: 3400 кг
- Силова установка
- Двигуни ГТ 2 х Arrius 2G1

- Потужність при злітному режимі: 580 к.с.
- Максимально подовжений режим: 580 к.с.
- Потужність при надзвичайному режимі: 705 к.с.

- Крейсерська швидкість: 195 км/г
- Макс. швидкість: 210 км/г
- Відстань польоту: 600 км
- Статична стеля (Поза зоною впливу землі): 4100 м
- Статична стеля (В зоні впливу землі): 4600 м
- Швидкопідйомність: 636 м/хв

## Авіаційні пригоди
- 19 вересня 2007 року вертоліт Ка-226 здійснив аварійну посадку на 24-му км МКАД через руйнування шестерні ІКМ двигуна.
- 17 грудня 2013 року Ка-226 ВПС Росії, що прямував з заводу до місця базування в Сизрань, здійснив вимушену посадку в Оренбурзькій області через задимлення на борту. Вертоліт зазнав незначних ушкоджень.

## Застосування

### Громадянська війна в Сирії
В березні 2021 року на оприлюднених фото та відео з навчань сирійської 25-ї дивізії спец призначення «Тигр» за підтримки російських військових були помічені, серед іншого, вертольоти Ка-226. Однак їхню приналежність достеменно встановити не вдалось.